# 斯氏單頜鰻
斯氏單頜鰻為輻鰭魚綱囊鰓鰻目單頜鰻科的其中一種，分布於北太平洋海域，屬深海魚類，棲息深度4201-5800公尺，體長可達7.2公分。

## 擴展閱讀
維基物種上的相關：斯氏單頜鰻